# بی‌وای‌دی اف۳دی‌ام

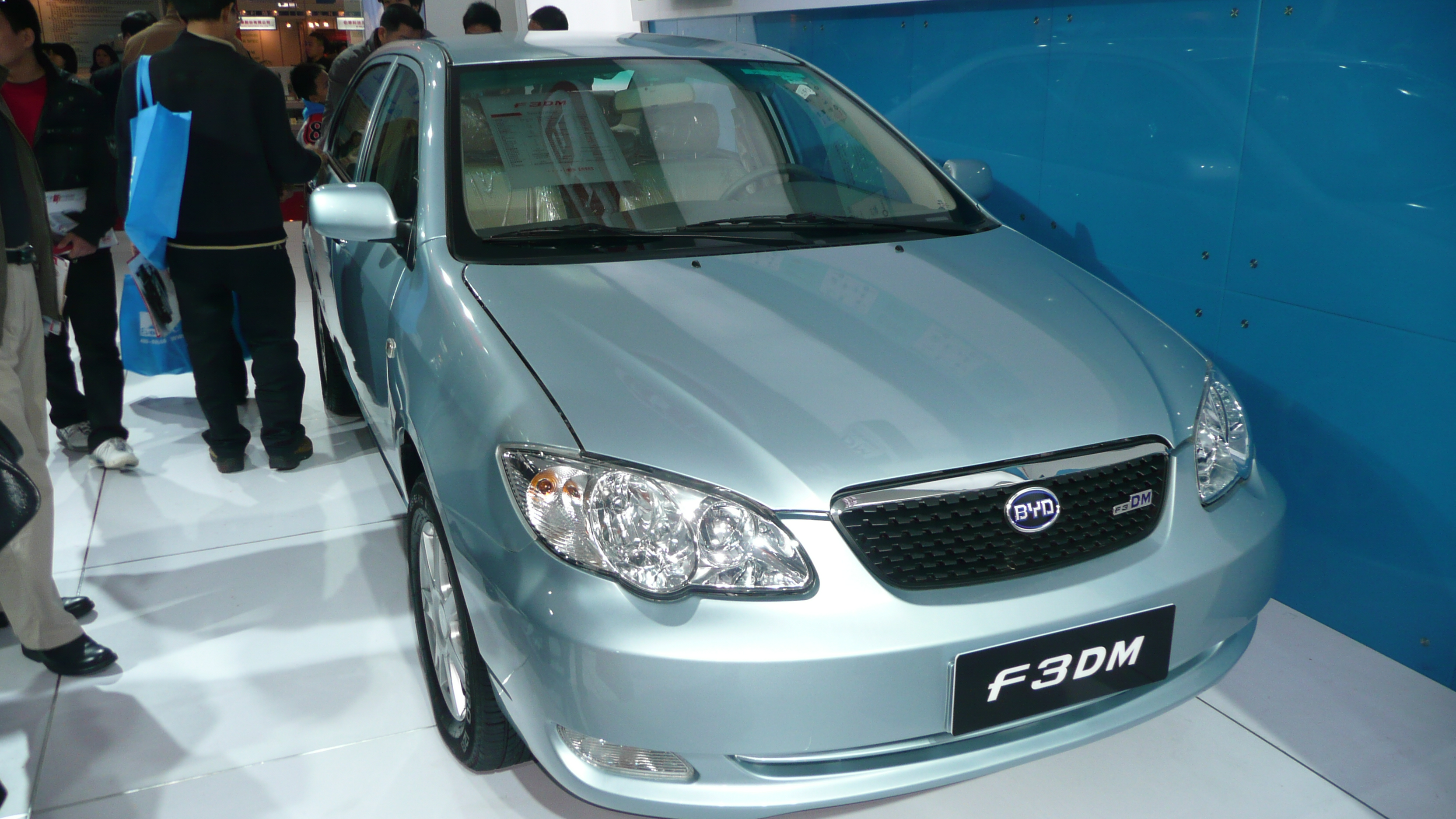

بی‌وای‌دی اف۳دی‌ام (BYD F۳DM) خودرویی است که در سال‌های ۲۰۰۸تولید شده‌است.
موتور آن ۳۷۱ سی‌سی سیستم جعبه‌دندهٔ آن به صورت خودکار است.